# Нерон
Нерон, пуним именом Нерон Клаудије Цезар Август Германик (лат. Nero Claudius Caesar Augustus Germanĭcus; 15. децембар н.е. 37. – 9. јун н.е. 68.) је био римски цар и последњи цар из Јулијевско-клаудијевске династије, владао је од 54. н.е. до своје смрти, 68. године.
Нерон је рођен у Анцијуму 37. године нове ере, као син Гнеја Домиција Ахенобарба и Агрипине Млађе, праунуке цара Октавијана Августа. Када је Нерон имао две године, његов отац је умро. Његова мајка се удала за цара Клаудија, који је усвојио Нерона за свог наследника. Када је Клаудије умро 54. године нове ере, Нерон је постао цар уз подршку Преторијанске гарде и Сената. У првим годинама његове владавине, Нерона су саветовали и водили његова мајка Агрипина, његов учитељ Сенека Млађи и његов преторијански префект Секст Афраније Бур, али је убрзо покушао да влада независно и ослободи се спутавајућих утицаја. Његова борба за моћ са својом мајком на крају је решена када ју је убио. Римски извори наводе Нерона умешаним у смрт његове жене Клаудије Октавије – наводно да би се оженио Попејом Сабином – и његовог полубрата Британика.
Неронов практични допринос управљању Римом био је фокусиран на дипломатију, трговину и културу. Наредио је изградњу амфитеатара и промовисао атлетске игре и такмичења. Јавно се појављивао као глумац, песник, музичар и кочијаш, што је било скандалозно његовим аристократским савременицима јер су та занимања обично била домен робова, јавних забављача и злогласних личности. Пружање такве забаве учинило је Нерона популарним међу грађанима ниже класе, али су његови наступи подрили царско достојанство. Укључене трошкове сносиле су локалне елите, било директно или путем опорезивања, а римска аристократија их је много замерила.
Током Неронове владавине, генерал Корбуло је водио римско-партски рат 58–63. и склопио мир са непријатељским Партским царством. Римски генерал Светоније Паулин угушио је велику побуну у Британији коју је предводила краљица Будика. Босфорско краљевство је накратко припојено царству и почео је Први јеврејско-римски рат. Када се римски сенатор Виндек побунио, уз подршку евентуалног римског цара Галбе, Нерон је проглашен за јавног непријатеља и осуђен на смрт у одсуству. Побегао је из Рима и 9. јуна 68. године починио самоубиство. Његова смрт изазвала је кратак период грађанског рата познат као Година четири цара.
Већина римских извора нуди у великој мери негативне коментаре о његовој личности и владавини. Већина савремених извора описује га као тиранског, самозадовољног и развратног. Историчар Тацит тврди да су га римски људи сматрали компулзивним и поквареним. Светоније каже да су многи Римљани веровали да је Велики пожар у Риму подстакао Нерон да би очистио земљиште за његову планирану „Златну кућу“. Тацит тврди да је Нерон хватао хришћане као жртвене јарце за ватру и дао их живе спалити, наизглед мотивисан не јавном правдом, већ личном окрутношћу. Неки савремени историчари доводе у питање поузданост античких извора о Нероновим тиранским поступцима, с обзиром на његову популарност међу римским народом. У источним провинцијама Царства настала је популарна легенда да Нерон није умро и да ће се вратити. После његове смрти, најмање три вође краткотрајних, неуспешних побуна представили су се као „препорођени Нерон“ да би стекли подршку народа.

## Биографија

### Детињство и младост
Нерон је рођен као Луције Домиције Ахенобарб 15. децембра нове ере 37. године у Антијуму (савремени Анцио), осам месеци након Тиберијеве смрти. Био је једино дете, син политичара Гнеја Домиција Ахенобарба и Агрипине Млађе. Његова мајка Агрипина била је сестра трећег римског цара Калигуле. Нерон је такође био пра-праунук бившег цара Августа (потицао је од Августове једине ћерке Јулије).
Антички биограф Светоније, који је био критичан према Нероновим прецима, написао је да је цар Август замерио Нероновом деди због непристојног уживања у насилним гладијаторским играма. Према Јиргену Малицу, Светоније каже да је Неронов отац био познат као „раздражљив и бруталан“, и да су обојица „уживали у тркама кочија и позоришним представама у мери која није одговарала њиховом положају“. Светоније такође помиње да када су Нероновом оцу Домицију његови пријатељи честитали рођење сина, он је одговорио да ће свако дете које се роди њему и Агрипини имати одвратну природу и постати јавна опасност.
Домиције је умро 41. године нове ере. Неколико година пре очеве смрти, његов отац је био умешан у озбиљан политички скандал. Његова мајка и његове две преживеле сестре, Агрипина и Јулија Ливила, биле су прогнане на удаљено острво у Средоземном мору. Причало се да је његова мајка била прогнана због завере за свргавање цара Калигуле. Нерону је одузето наследство и послат је да живи код тетке по оцу, Домиције Лепиде, мајке треће жене цара Клаудија, Месалине. Калигулин стриц, Клаудије, постао је нови император и опозвао Агрипину из њеног прогонства. Клаудије је имао двоје деце са Месалином, Клаудију Октавију (рођена 40. н. е.) и сина Британика (рођен 41. н. е.). Након низа скандала и прељубе, Месалина је погубљена по Клаудијевом наређењу, 48. нове ере.

Након Калигулине смрти, Клаудије је постао нови цар. Неронова мајка се удала за Клаудија 49. године нове ере и постала његова четврта жена. Дана 25. фебруара 50. године Клаудије је био под притиском да усвоји Нерона као свог сина, дајући му ново име „Нерон Клаудије Цезар Друс Германикус“. Клаудије је издао златнике да обележи усвајање. Професор класике Џозаја Озгуд је написао да су „кованице, кроз њихову дистрибуцију и слике, показале да је нови Вођа био у настајању.“ Међутим, Дејвид Шотер је приметио да је, упркос догађајима у Риму, Неронов полубрат Британик био истакнутији у провинцијским кованицама током раних 50-их.
Нерон је формално ушао у јавни живот као одрасла особа 51. године нове ере са 14 година. Када је напунио 16 година, Нерон је оженио Клаудијеву ћерку (његову полусестру), Клаудију Октавију. Између 51. и 53. године наше ере, одржао је неколико говора у име различитих заједница, укључујући Илијане, Апамејце (захтевали петогодишњу пореску олакшицу након земљотреса) и северну колонију Болоње, након што је њихово насеље претрпело разорни пожар.
Клаудије је умро 54. године нове ере; многи антички историчари тврде да га је отровала Агрипина. Шотер је написао да се „Клаудијева смрт... обично сматра догађајем који је убрзала Агрипина, због знакова да је Клаудије показивао обновљену наклоност према свом биолошком сину. Он примећује да је међу античким изворима римски историчар Јосиф Флавије био јединствено уздржан у описивању тровања као гласине. Савремени извори се разликују у својим извештајима о тровању. Тацит каже да је творац отрова Локуста припремио отров, који је цару послужио његов слуга Халот. Тацит такође пише да је Агрипина уредила да Клаудијев лекар Ксенофонт да отров, у случају да цар преживи. Светоније се разликује у неким детаљима, али такође имплицира Халота и Агрипину. Као и Тацит, Касије Дион пише да је отров припремио Локуста, али пише да порцију отровних печурки даје Агрипина уместо Халота. У Apocolocyntosis, Сенека Млађи уопште не помиње печурке. Агрипинино учешће у Клаудијевој смрти не прихватају сви савремени научници.
Пре Клаудијеве смрти, Агрипина је маневром уклонила учитеље Клаудијевих синова како би их заменила учитељима које је сама одабрала. Такође је успела да убеди Клаудија да замени два префекта преторијанске гарде (за које се сумњало да подржавају Клаудијевог сина) са Афранијем Буром (Нероновим будућим водичем). Пошто је Агрипина заменила гардијске официре људима који су јој били лојални, Нерон је касније могао да преузме власт без инцидената.

## Владавина
Главни староримски књижевни извори за Неронову владавину су Тацит, Светоније и Касије Дион. Сматрали су да су Неронови грађевински пројекти претерано екстравагантни и тврде да је њихова цена довела до тога да Италија буде „потпуно исцрпљена од новца“ са „уништеним провинцијама“. Савремени историчари примећују да је тај период био прожет дефлацијом и да је Нерон намеравао да троши на јавни рад и добротворне сврхе да ублажи економске проблеме.

### Почетак владавине
Нерон је постао цар 54. године нове ере, са 16 година. Његов учитељ Сенека припремио је Неронов први говор пред Сенатом. Током овог говора Нерон је говорио о „елиминисању болести претходног режима“. Х. Х. Скалард пише да је „обећао да ће следити Августов модел у свом принципату, да ће окончати сва тајна суђења intra cubiculum, да ће завршити са корупцијом судских миљеника и ослобођеника, и изнад свега да ће поштовати привилегије Сената и појединих сенатора. Његово поштовање према сенаторској аутономији, која га је разликовала од Калигуле и Клаудија, генерално је добро примљен од римског Сената.
Агрипинин утицај над сином био је велики, Нерон се на самом почетку своје владавине ослањао на њене савете а царичина моћ била је толика да је Агрипина покушала да седне поред Нерона док је примао посланство из Јерменије, што је Сенека спречио чиме је избегнут скандал (пошто је у то време било незамисливо да жена буде у истој одаји док се мушкарци баве јавним послом). Многи Неронови пријатељи саветовали су цара да се чува своје мајке.

Скалард пише да је Неронова мајка, Агрипина, "хтела да влада преко свог сина". Агрипина је убила своје политичке ривале: Домицију Лепиду Млађу, тетку са којом је Нерон живео током Агрипиног изгнанства, Марка Јунија Силана, Августовог праунука и Нарциса. Један од најранијих новчића који је Нерон издао током своје владавине приказује Агрипину на аверсу новчића; обично би ово било резервисано за портрет цара. Сенат је такође дозволио Агрипини два ликтора током јавних наступа, част која се обично додељивала само судијама и Vestalis Maxima. Године 55. нове ере, Нерон је уклонио Агрипининог савезника Марка Антонија Паласу са његовог положаја у ризници.
Нерон је, како извори тврде, био незадовољан својим браком са Октавијом и отпочео је ванбрачну везу са бившом робињом, Клаудијом Акте. 55. године, Агрипина је покушала да интервенише у корист Октавије, захтевајући од сина да оконча везу са Акте. Помоћу Сенекине подршке, Нерон је издржао мајчин притисак и њено мешање у његов приватни живот. Шотер пише следеће о Агрипинином све лошијем односу са Нероном: „Оно што су Сенека и Бур вероватно видели као релативно безазлено у Нерону — његову културну потрагу и његову аферу са робињом Клаудијом Акте — били су знаци опасне еманципације њеног сина за Агрипину“. Како је Агрипинин утицај над сином био поткопан, она је наводно почела да подржава Клаудијевог сина Британика за новог императора. Према Тациту, Агрипина се надала да ће уз њену подршку, Британик, као Клаудијев биолошки син, бити виђен као прави наследник престола, уместо Нерона. Међутим, младић је изненада - и под сумњивим околностима - умро, 12, фебруара 55., само дан пре проглашења пунолетства. Нерон је након Британикове смрти протерао Агрипину.
Временом, Неронова моћ је порасла, ослободио се саветника и ривала за престо а сам Сенека био је оптужен за проневеру и везу са Агрипином, али је успео да се ослободи оптужби. 58. године, Нерон је започео нову аферу са Попејом Сабином, женом свог пријатеља и будућег императора, Отона.
Јирген Малиц пише да древни извори не пружају никакве јасне доказе који би проценили степен Неронове личне укључености у политику током првих година његове владавине. Он описује политике које се изричито приписују Нерону као „добронамерне, али некомпетентне идеје“, попут Неронове неуспеле иницијативе да се укину сви порези 58. године нове ере. Научници углавном приписују Нероновим саветницима Буру и Сенеки административне успехе ових година. Малиц пише да је у каснијим годинама Нерон паничарио када је морао сам да доноси одлуке у време кризе.
Ипак, његова рана администрација донела је велико признање. Генерацију касније, те године су ретроспективно виђене као пример добре и умерене власти и Трајан их је описао као Quinquennium Neronis. Посебно су добро примљене фискалне реформе које су, између осталог, ставиле порезнике под строжију контролу успостављањем локалних канцеларија за надзор над њиховим активностима. Након афере Луција Педанија Секунда, сенатора ког је убио очајни роб, Нерон је дозволио робовима да се жале властима на њихов третман.

### Резиденције
Изван Рима Нерон је дао изградити неколико вила или палата чије се рушевине и данас могу видети. То је укључивало Неронову вилу у Анцију, место његовог рођења, где је срушио вилу на том месту да би је поново изградио у масивнијим и царским размерама, укључујући и позориште. У Субијаку, Лацио, близу Рима дао је изградити три вештачка језера, са водопадима, мостовима и стазама за луксузну вилу. Одсео је у вили Нерон у Олимпији, Грчкој, током свог учешћа на Олимпијским играма 67. године нове ере.

### Матрицид
Оксфордска енциклопедија античке Грчке и Рима опрезно примећује да Неронови разлози за убиство његове мајке 59. године нове ере „нису у потпуности схваћени“. Према Тациту, извор сукоба између Нерона и његове мајке била је Неронова афера са Попејом Сабином. Тацит пише да је афера почела док је Попеја још била удата за Руфрија Криспина, али у свом каснијем делу Анали Тацит каже да је Попеја била удата за Отона када је афера почела. У Аналима Тацит пише да се Агрипина противила Нероновој афери са Попејом због њене наклоности према његовој жени Октавији. Ентони А. Барет пише да Тацитов извештај у Аналима „сугерише да је изазовни однос са Попејом одвео Нерона преко ивице“. Бројни савремени историчари су приметили да Агрипинина смрт не би донела велику предност Попеји, пошто се Нерон оженио Попејом тек 62. године нове ере. Берет пише да Попеја служи као „књижевно средство, које је користио Тацит јер [он] није могао да види уверљиво објашњење за Нероново понашање и такође је желео да покаже да је Нерон, као и Клаудије, пао под злонамерни утицај од жене.“ Према Светонију, Нерон је дао свом бившем ослобођенику Аникету да приреди бродолом; Агрипина је преживела олупину, испливала на обалу и Аницет ју је погубио, а затим  пријавио њену смрт као самоубиство.
Током остатка Неронове владавине, Агрипинин гроб није био покривен нити затворен. Њено домаћинство јој је касније поклонило скромну гробницу у Мисенуму. Нерон би имао мајчину смрт на својој савести. Осећао се толико кривим да би понекад имао ноћне море о њој, чак и да је видео духа своје мајке и натерао персијске мађионичаре да је замоле за опроштај. Годинама пре него што је умрла, Агрипина је посетила астрологе да се распита о будућности свог сина. Астролози су прилично тачно предвидели да ће њен син постати цар и да ће је убити. Она је одговорила: „Нека ме убије, под условом да постане цар“, према Тациту.

### Почетак опадања власти
Савремени научници верују да је Неронова владавина била јака у годинама пре Агрипине смрти. На пример, Нерон је успешном експедицијом промовисао истраживање извора реке Нил. После Агрипининог изгнанства, Бур и Сенека су били одговорни за администрацију Царства. Међутим, Нероново „понашање је постало много нечувеније“ након смрти његове мајке. Мирјам Т. Грифин сугерише да је Неронов пад почео још 55. године нове ере убиством његовог полубрата Британика, али такође напомиње да је „Нерон изгубио сваки осећај за добро и погрешно и потпуно лаковерно уживао у ласкању других“ након Агрипине смрти. Грифинс истиче да Тацит „истиче значај Агрипиног изгнанства за Нероново понашање“.
62. године наше ере умро је Неронов саветник Бур. Исте године, Нерон је позвао на прво суђење за издају своје владавине (maiestas суђење) против Антистија Созијана. Такође је погубио своје ривале Корнелија Сулу и Рубелија Плаута. Јирген Малиц сматра да је ово прекретница у Нероновим односима са Сенатом. Малиц пише да је „Нерон напустио суздржаност коју је раније показао јер је веровао да ће курс који подржава Сенат обећавати да ће бити све мање профитабилан.“
Након Бурове смрти, Нерон је именовао два нова преторијанска префекта: Фаенија Руфа и Офонија Тигелина. Политички изолован, Сенека је био приморан да се повуче. Према Тациту, Нерон се развео од Октавије због неплодности и прогнао је. Након јавних протеста због Октавијиног изгнанства, Нерон ју је оптужио за прељубу са Аникетом и она је погубљена.
Године 64. за време Сатурналија, Нерон се оженио Питагором, ослобођеним робом.

### Велики римски пожар
Велики пожар у Риму почео је у ноћи између 18. и 19. јула 64., вероватно у некој од трговачких радњи на падини Авентина са погледом на Циркус Максимус, или у дрвеним спољним седиштима самог Циркуса. Рим је одувек био подложан пожарима, а овај је ветровима био доведен катастрофалних размера. Тацит, Касије Дио и модерна археологија описују уништавање вила, обичних резиденција, јавних зграда и храмова на брдима Авентина, Палатина и Целија. Ватра је горела више од седам дана пре него што је утихнула; онда је поново почело и горело још три. Пожар је уништио три од 14 римских округа и озбиљно оштетио још седам.
Неки Римљани су сматрали да је пожар несрећан, јер су трговачке радње биле са дрвеном конструкцијом и продавале су запаљиву робу, а спољне трибине за седење у Циркусу биле су од дрвета. Други су тврдили да је пожар почињен у Нероново име. Извештаји Плинија Старијег, Светонија и Касија Дија сугеришу неколико могућих разлога за Неронов наводни палеж, укључујући његово стварање позадине за позоришну представу о спаљивању Троје. Светоније је написао да је Нерон подметнуо ватру да би очистио место за своју планирану Златну кућу. Ово би укључивало бујне вештачке пејзаже и његову статуу високу 30 метара, Колос од Нерона, смештену мање-више тамо где би Колосеум на крају био изграђен. Светоније и Касије Дио тврде да је Нерон певао „Врећу Илијума“ у костиму док је град горео. Популарна легенда је да Нерон свирао лиру док је Рим горео.
Тацит обуставља пресуду о Нероновој одговорности за пожар; открио је да је Нерон био у Антијуму када је пожар избио, и вратио се у Рим да организује акцију помоћи, обезбеђујући уклањање тела и остатака, које је платио из сопствених средстава. Након пожара, Нерон је отворио своје палате како би пружио склониште за бескућнике и организовао доставу хране како би спречио глад међу преживелима.
Тацит пише да је Нерон, да би отклонио сумњу са себе, оптужио хришћане да су подметнули ватру. Према овом извештају, многи хришћани су ухапшени и брутално погубљени тако што су „бачени зверима, разапети и живи спаљени“. Тацит тврди да у свом изрицању тако свирепих казни, Нерон није био мотивисан осећајем правде, већ склоношћу ка личној окрутности.
Куће изграђене након пожара биле су размакнуте, зидане од цигле, и суочене са портицима на широким путевима. Нерон је такође изградио себи нови комплекс палате познат као Домус Ауреа у области очишћеној од пожара. Трошкови обнове Рима били су огромни, захтевајући средства која државна каса није имала. Да би пронашла потребна средства за реконструкцију, Неронова влада је повећала порезе. Нарочито велики трибути били су наметнути провинцијама царства. Да би покрио бар део трошкова, Нерон је девалвирао римску валуту, повећавајући инфлаторни притисак по први пут у историји Царства.

### Касније године
Године 65. нове ере, Гај Калпурније Пизон, римски државник, организовао је заверу против Нерона уз помоћ Субрија Флавуса и Сулпиција Аспера, трибуна и центуриона преторијанске гарде. Према Тациту, многи завереници су желели да „избаве државу“ од цара и обнове Републику. Ослобођеник Милих је открио заверу и пријавио је Нероновом секретару Епафродиту. Као резултат тога, завера је пропала и њени чланови су погубљени, укључујући песника Лукана. Наталис је оптужио претходног Нероновог саветника Сенеку; он је негирао оптужбе, али му је ипак наређено да изврши самоубиство, пошто је до тог тренутка пао у немилост Нерона.
Речено је да је Нерон истукао Попеју на смрт 65. године нове ере, пре него што је успела да му роди друго дете. Савремени историчари, примећујући вероватну пристрасност Светонија, Тацита и Касија Диона, и вероватно одсуство очевидаца таквог догађаја, предлажу да је Попеја можда умрла након побачаја или на порођају. Нерон је запао у дубоку жалост; Попеја је добила раскошну државну сахрану и божанске почасти, а обећан је храм за њен култ. На сахрани је спаљен годишњи увоз тамјана. Њено тело није кремирано, као што би било строго уобичајено, већ балзамовано на египатски начин и сахрањено; не зна се где.
Године 67. нове ере, Нерон се оженио Спорусом, младићем за кога се каже да је веома личио на Попеју. Нерон га је кастрирао и оженио се њиме са свим уобичајеним церемонијама, укључујући миразом и свадбени веом. Верује се да је то учинио из жаљења због убиства Попеје.

### Побуна и Неронова смрт
У марту 68. Гај Јулије Виндекс, гувернер Галије Лугдуненске, побунио се против Неронове пореске политике. Луциус Вергиниус Руфус, гувернер Горње Германије, добио је наређење да угуши Виндексову побуну. У покушају да добије подршку изван своје провинције, Виндекс је позвао Сервија Сулпиција Галбу, гувернера Хиспаније Тараконске, да се придружи побуни и да се прогласи царем насупрот Нерону.
У бици код Везонција у мају 68. Вергинијеве снаге су лако поразиле Виндексове снаге, а овај је извршио самоубиство. Међутим, након пораза побуњеника, Вергинијеве легије су покушале да прогласе свог команданта за цара. Вергиније је одбио да делује против Нерона, али незадовољство легија Германије и наставак Галбиног супротстављања у Хиспанији нису му слутили на добро. 
Док је Нерон задржао одређену контролу над ситуацијом, подршка Галби се повећала упркос томе што је званично проглашен „јавним непријатељем“. Префект преторијанске гарде Гај Нимфидије Сабин такође је напустио своју верност цару и изашао у прилог Галби.
Као одговор, Нерон је побегао из Рима са намером да оде у луку Остију и одатле да одведе флоту у једну од још увек лојалних источних провинција. Према Светонију, Нерон је напустио ту идеју када су неки војни официри отворено одбили да се повинују његовим командама, одговарајући стихом из Вергилијеве Енејиде: „Зар је онда тако страшно умрети?“ Нерон се тада суочавао са  идејом да побегне у Партију, тако бацивши се на милост и немилост Галби, или да апелује на народ и преклиње га да му опросте за његове преступе „и ако не може да омекша њихова срца, да их замоли барем да му дозволе префектуру Египат“. Светоније извештава да је текст овог говора касније пронађен у Нероновом писаћем столу, али да се он није усудио да га да из страха да ће бити раскомадан пре него што стигне до Форума.
Нерон се вратио у Рим и провео вече у палати. Након што је спавао, пробудио се око поноћи и открио да је стражар палате отишао. Слао поруке у одаје палате својих пријатеља да дођу, али није добио одговоре. Када је лично отишао у њихове одаје, нашао их је све празне. Када је позвао гладијатора или било ког другог вештог мача да га убије, нико се није појавио. Повикао је: "Зар нисам ни пријатељ ни непријатељ?" и истрчао да се баци у Тибар.
Вративши се, Нерон је потражио место где би се могао сакрити и сабрати своје мисли. Царски ослобођеник, Фаон, понудио је своју вилу која се налазила 6,4 километра изван града. Путујући прерушени, Нерон и четворица верних ослобођеника, Епафродит, Фаон, Неофит и Спорус, стигли су до виле, где им је Нерон наредио да му ископају гроб. У то време је Нерон сазнао да га је Сенат прогласио јавним непријатељем. Нерон се припремао за самоубиство, корачајући горе-доле и мрмљајући Qualis artifex pereo ("Какав уметник нестаје са мном!"). Изгубивши живце, молио је једног од својих сапутника да пружи пример тако што ће се прво убити. Најзад, звук коњаника који се приближавају натерао је Нерона да се суочи са крајем. Међутим, он и даље није могао да се натера да себи одузме живот, већ је приморао свог приватног секретара Епафродита да изврши тај задатак.
Када је један од коњаника ушао и видео да Нерон умире, покушао је да заустави крварење, али покушаји да се спасе Неронов живот су били неуспешни. Неронове последње речи су биле „Прекасно! Ово је верност!“. Умро је 9. јуна 68. на годишњицу смрти његове прве супруге Клаудије Октавије и сахрањен је у маузолеју Домитија Ахенобарбија, у данашњем подручју Рима Вила Боргезе (Пинцијанско брдо). Према Сулпицију Северу, нејасно је да ли је Нерон одузео себи живот.
Његовом смрћу престала је да постоји династија Јулио-Клаудијеваца. У Години четири цара настао је хаос.

### Након Неронове смрти
Према Светонију и Касију Дију, људи Рима су славили Неронову смрт. Тацит, међутим, описује компликованије политичко окружење. Тацит помиње да су Неронову смрт поздравили сенатори, племство и виши слој. Нижи слој, робови, посетиоци арене и позоришта, и „они које су подржавали чувене Неронове ексцесе“, били су узнемирени вестима. Речено је да припадници војске имају помешана осећања, јер су били одани Нерону, али су били подмићени да га свргну са власти.
Источни извори, наиме Филострат и Аполоније из Тијане, помињу да је Неронова смрт оплакивана јер је „обновио слободе Хеладе са мудрошћу и умереношћу која је сасвим страна његовом карактеру“, и да је „држао наше слободе у својим рукама и поштовао их“. Модерне науке генерално сматрају да, док су Сенат и имућнији појединци поздравили Неронову смрт, општа популација је била „лојална до краја и даље, јер су и Отон и Вителије сматрали да је вредно да се апелују на њихову носталгију“.
Нероново име је избрисано са неких споменика, што Едвард Чемплин сматра „изливом приватне ревности“. Многи Неронови портрети су прерађени да представљају друге фигуре; према Ерику Р. Варнеру, сачувано је преко 50 таквих слика. Ова прерада слика се често објашњава као део начина на који је сећање на осрамоћене цареве постхумно осуђено, пракса позната као дамнатио мемориае. Цхамплин сумња да је пракса нужно негативна и примећује да су неки наставили да стварају слике Нерона дуго након његове смрти. Оштећени Неронови портрети, често са ударцима чекићем у лице, пронађени су у многим провинцијама Римског царства, од којих су три недавно идентификована из Уједињеног Краљевства.
Грађански рат током године четири цара антички историчари описали су као забрињавајући период. Према Тациту, ова нестабилност је била укорењена у чињеници да цареви више нису могли да се ослањају на уочени легитимитет царске крвне лозе, као што су то могли Нерон и они пре њега. Галба је започео своју кратку владавину погубљењем многих Неронових савезника. Један од таквих значајних непријатеља био је Нимфидије Сабин, који је тврдио да је син цара Калигуле.
Отон је збацио Галбу. За Отона се говорило да се допада многим војницима јер је био Неронов пријатељ и помало личио на њега по темпераменту. Речено је да је обични Римљанин Отона поздравио као самог Нерона. Отон је користио „Нерон“ као презиме и поново је подигао многе статуе Нерону. Вителије је збацио Отона. Вителије је започео своју владавину великом сахраном за Нерона са песмама које је написао Нерон.
Након Неронове смрти 68. године нове ере, било је широко распрострањено веровање, посебно у источним провинцијама, да он није мртав и да ће се некако вратити. Ово веровање је постало познато као легенда о Неро Редививусу. Легенда о Нероновом повратку трајала је стотинама година након Неронове смрти. Августин од Хипона писао је о легенди као о популарном веровању 422. године нове ере.
Најмање три Неронова преваранта су се појавила на челу побуне. Први, који је певао и свирао на китари или лири, и чије је лице било слично оном умрлог цара, појавио се 69. године нове ере за време Вителијеве владавине. Након што је наговорио неке да га препознају, био је ухваћен и погубљен. Негде за време Титове владавине (79–81) у Азији се појавио још један варалица који је певао уз пратњу лире и личио на Нерона, али је и он погинуо. Двадесет година након Неронове смрти, за време Домицијанове владавине, појавио се и трећи претендент. Подржали су га Парти, који су га се само невољно одрекли, и ствар је умало дошла до рата.

### Хобији
Нерон је студирао поезију, музику, сликарство и скулптуру. И певао је и свирао на китари (врста лире). Многе од ових дисциплина биле су стандардно образовање за римску елиту, али Неронова оданост музици превазилази оно што је било друштвено прихватљиво за Римљана из његове класе. Древни извори су критиковали Неронов нагласак на уметности, тркама кочија и атлетици. Плиније је описао Нерона као „глумца-цара“ (scaenici imperatoris), а Светоније је писао да га је „понела помама за популарношћу... пошто је био признат као једнак Аполону у музици и Сунцу у вожњи кочија, а планирао је да опонаша и Херкулове подвиге.“
Године 67. Нерон је учествовао на Олимпијским играма. Подмитио је организаторе да одложе игре за годину дана како би могао да учествује, а спортским догађајима су додана уметничка такмичења. Нерон је победио на свим такмичењима у којима је био такмичар. Током игара Нерон је певао и свирао своју лиру на сцени, глумио у трагедијама и тркао се у кочијама. Победио је у трци кочија са 10 коња, упркос томе што је избачен из кочије и напустио трку. Крунисан је на основу тога да би победио да је завршио трку. Након што је годину дана касније умро, његово име је скинуто са листе добитника. Чамплин пише да иако је Нероново учешће „ефикасно угушило праву конкуренцију, [Нерон] изгледа да није био свестан стварности.“
Нерон је успоставио Неронске игре 60. године нове ере. По узору на игре у грчком стилу, ове игре су укључивале музичка, гимнастичка и коњичка такмичења. Према Светонију, гимнастичка такмичења су се одржавала у области Саепта на Марсовом месту.

## Ратни конфликти

### Британија и ратови на истоку
У Британији 59. године нове ере, Прасутагус, вођа племена Ицени и сателитски краљ током Клаудијеве владавине, је умро. Мало је вероватно да ће аранжман државе клијента преживети након Клаудијеве смрти. Одбијена је воља племенског краља Иценија Прасутагуса, који је препустио контролу над Иценима његовим ћеркама. Када је римски прокуратор Кат Децијан бичевао Прасутагову жену Будику и силовао њене ћерке, Ицени су се побунили. Њима се придружило келтско племе Триновантес и њихов устанак је постао најзначајнија провинцијска побуна у 1. веку нове ере. Под краљицом Будиком, спаљени су градови Камулодунум (Колчестер), Лодинијум (Лондон) и Веруламијум (Сент Албанс), а елиминисана је и знатна количина пешадије римске легије. Гувернер провинције, Гај Светоније Паулин, окупио је своје преостале снаге и поразио Британце. Иако је ред био заведен на неко време, Нерон је размишљао о напуштању провинције. Јулије Класицијан је заменио бившег прокуратора, Катуса Децијана, а Класицијан је саветовао Нерона да замени Паулина који је наставио да кажњава становништво и након што је побуна завршена. Нерон је одлучио да усвоји блажи приступ тако што је именовао новог гувернера Петронија Турпилијана.

### Мир са Партијом
Нерон је почео да се припрема за рат у првим годинама своје владавине, након што је партски краљ Вологес поставио свог брата Тиридата на јерменски престо. Око 57. и 58. године нове ере Домиције Корбуло и његове легије напредовале су на Тиридат и заузеле јерменску престоницу Артаксату. Тигран је изабран да замени Тиридата на јерменском престолу. Када је Тигран напао Адијабену, Нерон је морао да пошаље додатне легије да бране Јерменију и Сирију од Партије.
Римска победа дошла је у време када су Парте узнемириле побуне; када је то решено могли су да посвете ресурсе јерменској ситуацији. Римска војска под Паетом се предала под понижавајућим околностима и иако су се и римске и партске снаге повукле из Јерменије, била је под партском контролом. Тријумфални лук за Корбулову ранију победу је делимично изграђен када су партски изасланици стигли 63. године нове ере да разговарају о споразумима. Пошто је добио власт над источним регионима, Корбуло је организовао своје снаге за инвазију, али га је дочекала ова партска делегација. Након тога је постигнут споразум са Партима: Рим ће признати Тиридата као краља Јерменије, само ако пристане да добије своју дијадему од Нерона. Церемонија крунисања одржана је у Италији 66. године. Дио извештава да је Тиридат рекао „Дошао сам к теби, мој Боже, обожавајући те као Митру“. Шотер каже да је ово паралелно са другим божанским ознакама које су се обично примењивале на Нерона на истоку, укључујући "Нови Аполон" и "Ново сунце". Након крунисања успостављени су пријатељски односи између Рима и источних краљевина Партије и Јерменије. Артаксата је привремено преименована у Неронеју.

### Први јеврејски рат
Године 66. дошло је до јеврејске побуне у Јудеји која је проистекла из грчких и јеврејских верских тензија. Године 67. Нерон је послао Веспазијана да успостави ред. Ова побуна је коначно угушена 70. године, након Неронове смрти. Побуна је позната по томе што су Римљани пробили зидине Јерусалима и уништили Други јерусалимски храм.

## Историографија
Историјат Неронове владавине је проблематичан, будући да не постоје преживели примарни извори. Ови извори су постојали, али су сматрани пристрасним и фантастичним, или превише критични, или превише наклоњени Нерону. Оригинални извори такође су били контрадикторни и непоуздани. Упркос томе, ови данас изгубљени примарни извори јесу основа каснијих секундарних и терцијалних извора о Нероновом животу и владавини.
Мало историчара који су били Неронови савременици познати су нам по имену. Они чија су нам имена позната су Фабије Рустик, Клувије Руф и Плиније Старији, а сви су писали негативно о Нерону. Ова дела су данас изгубљена.
Такође су постала дела наклоњена Нерону, али није познато ко их је написао нити која су Неронова дела хваљена.
Највећи део онога што знамо о Нерону потиче од Тацита, Светонија и Касија Диона, а сви они припадали су сенатској класи, веома непријатељски настројеној према Нерону.
Тацит и Светоније своја дела писали су педесет година после Неронове смрти, а Касије Дион чак век и по касније. Често су њихови наводи међусобно контрадикторни, по неколико важних догађаја у Нероновом животу, као што су смрт цара Клаудија и Неронове мајке, Агрипине Млађе, као и детаљима великог римског пожара из 64. Сви су, међутим, једногласни у осуди Нерона.
Веома је мало преосталих извора а само неколико њих приказује Нерона у позитивном светлу. По тим наводима, Нерон је био способан цар популаран међу римских народом, посебно на истоку.

### Касије Дион
Касије Дион (око 155—229.) био је син Касија Апронијана, римског сенатора. Већину живота провео је заузимајући јавне функције. Био је сенатор за време владавине цара Комода и гувернер Смирне после смрти Септимија Севера, затим и конзул 205, као и проконзул Африке и Паноније.
Књиге 61 – 63 Дионове Историје Рима баве се Нероновом владавином. Ове књиге данас су сачуване само у фрагментима, а оно што је преостало је накнадно измењено у средњем веку.

### Дион Хризостом
Дион Хризостом (око 40. н. е. – 120.) грчки филозоф и историчар, пише како је римски народ био веома срећан током Неронове владавине и да би му дозволио да влада до краја живота. Нерон је остао у њиховој успомени и након своје смрти а уљези који су се издавали за Нерона брзо би задобијали наклоност.

### Епиктет
Епиктет (око 55. н. е. – 135) је био роб Нероновог писара, Епафродита. Даје само неколико узгредних негативних коментара о Нерону али не говори ништа о његовој владавини. Епиктет описује Нерона као размаженог, бесног и несрећног човека.

### Флавије Јосиф
Флавије Јосиф (око 37. н. е. – 100.), иако карактерише Нерона као тиранина, први помиње пристрасност извора о Нерону. О другим историчарима пише:
"Али избегавам даљу расправу о овим питањима; јер било је многих који су састављали историјат Неронове владавине; неки од њих удаљили су се од истине и чињеница јер су имали корист од њега (Нерона); док су други, из мржње према њему и зловоље које су осећали према њему, безобразно беснели против њега својим лажима, тако да заслужују осуду..."

### Лукан
Иако више песник него историчар, Лукан, (око 39—65.) даје једно од најнаклоњенијих сведочења о Нероновој владавини. Он пише о миру и просперитету за време Нерона. Иронично, Лукан је касније био умешан у заверу против Нерона након чега је погубљен.

### Филострат
Филострат Атињанин (око 172—250.) помиње Нерона у свом делу "Живот Аполонија од Тијане". Иако даје генерално лош и магловит приказ Нерона, говори о позитивног пријему који је Нерон имао на истоку.

### Плиније Старији
Историјат о Нерону Плинија Старијег није сачуван. Нерон је пак, поменут у најпознатијем Плинијевом делу "Природњачка историја". Плиније даје једно од најгорих приказа Нерона и назива га непријатељем човечанства.

### Плутарх
Плутарх (око 46. н. е. – 127.) посредно помиње Нерона у својим делима о животу Галбе и Отона. Нерон је описан као тиранин, али ни они који су га наследили нису приказани у бољем светлу.

### Сенека Млађи
Није изненађујуће да је Сенека, Неронов ментор и саветник, писао веома повољно о њему.

### Светоније
Светоније (око 69—130.) био је члан витешког реда и налазио се на челу царског секретаријата за преписку. Док је обављао овај положај, Светоније је почео да пише царске биографије, махом се бавећи анегдотама и сензационалистичким аспектима њихових живота.

### Тацит
Тацитови Анали глави су извор за Неронов живот и владавину, упркос томе што недостају делови који говори о догађајима након 66. године. Тацит описује владавине царева из Јулијевско-Клаудијевске династије као неправедне.
Тацит такође описује постојеће изворе о владавинама Тиберија, Калигуле, Клаудија и Нерона неутемељенима.
Као син прокуратора, Тацит је својим браком био у родбинским везама са утицајном породицом Гнеја Јулија Агриколе. Политичку каријеру у сенату Тацит је отпочео после Неронове смрти, и, по сопственом признању, много је дуговао Нероновим непријатељима. Схватајући да је његова пристрасност очигледна, Тацит ипак инсистира на истинитости својих тврдњи.

### Ђироламо Кардано
Године 1562, Ђироламо Кардано је у Базелу објавио свој Encomium Neronis, што је била једна од првих историјских референци модерне ере која је приказала Нерона у позитивном светлу.

## Нерон у јеврејском и хришћанском предању

### Јеврејска традиција
Агада у Талмуду каже да је крајем 66. године нове ере избио сукоб између Грка и Јевреја у Јерусалиму и Цезареји. Према Талмуду, током Велике јеврејске побуне, Нерон је отишао у Јерусалим и испалио стреле у сва четири правца. Све стреле су пале у град. Затим је замолио дете у пролазу да понови стих који је научио тог дана. Дете је одговорило: „Осветићу се Едому руком свог народа Израела“ (Језекиљ 25:14). Нерон се уплашио, верујући да Бог жели да се сруши Други храм, али да ће казнити онога ко то изврши. Нерон је рекао: „Он жели да опустоши своју кућу и да окриви мене“, након чега је побегао и прешао у јудаизам да би избегао такву одмазду. Веспазијан је тада послат да угуши побуну.
Талмудска легенда о Нерону није подржана у савременим изворима. Римски и грчки извори нигде не извештавају о Нероновом наводном путовању у Јерусалим или његовом наводном преласку у јудаизам. Такође нема записа да је Нерон имао потомство које је преживело детињство: његово једино забележено дете, Клаудија Августа, умрло је са 4 месеца.

### Хришћанска традиција
Нехришћански историчар Тацит описује Нерона који је интензивно мучио и погубио хришћане након пожара из 64. нове ере. Светоније помиње и Нерона који кажњава хришћане, иако то чини зато што су „предани новом и несташном сујеверу“ и не повезује то са ватром.
Хришћански писац Тертулијан (око 155–230) први је Нерона назвао првим прогонитељем хришћана. Написао је: „Прегледајте своје записе. Тамо ћете наћи да је Нерон био први који је прогонио ову доктрину.“ Лактанције (око 240–320) је такође рекао да је Нерон „прво прогонио слуге Божје“, као и Сулпиције Север. Међутим, Светоније пише да, „пошто су Јевреји непрестано правили немире на Хрестов подстицај, [цар Клаудије] их је протерао из Рима“ (Iudaeos impulsore Chresto assidue tumultuantis Roma expulit). Ови протерани „Јевреји“ су можда били рани хришћани, иако Светоније није експлицитан. Нити Библија није експлицитна, називајући Аквилу Понтског и његову жену Прискилу, обоје протеране из Италије у то време, „Јеврејима“ (Дела 18:2).

#### Мучеништва Петра и Павла
Први текст који сугерише да је Нерон наредио погубљење апостола је Климентово писмо Коринћанима које традиционално датира око 96. године нове ере. У апокрифном Вазнесењу Исаијином, хришћанском спису из 2. века, пише: „Убица своје мајке, који сам (чак) и овај цар, прогонит ће биљку коју су засадили Дванаесторица Апостола Љубљених. Од Дванаесторице ће један прогонити. бити предан у његове руке“; ово се тумачи као да се односи на Нерона.
Цезаријски епископ Јевсевије (око 275–339) први је изричито написао да је Павле посечен, а Петар разапет у Риму за време Неронове владавине. Он наводи да је Неронов прогон довео до смрти Петра и Павла, али да Нерон није давао никаква конкретна наређења. Међутим, неколико других извештаја који сежу до првог века показују да је Павле преживео своје две године у Риму и отпутовао у Хиспанију, пре него што се поново суочио са суђењем у Риму пре своје смрти.
Први пут се каже да је Петар био разапет наглавачке у Риму током Неронове владавине (али не од Нерона) у апокрифним Петровим делима (око 200. године). Извештај се завршава тако што је Павле још увек жив и Нерон који се придржава Божје заповести да више не прогони хришћане.
До четвртог века, бројни писци су тврдили да је Нерон убио Петра и Павла.

#### Антихрист
Сибилинска пророчишта, књига 5 и 8, написана у другом веку, говоре о Нерону који се вратио и донео уништење. У хришћанским заједницама, ови списи, заједно са осталима, су подстакли веру да ће се Нерон вратити као Антихрист. Лактанције је 310. писао да је Нерон „изненада нестао, па чак ни место сахране те штетне дивље звери није било нигде. То је навело неке особе раскошне маште да претпоставе да је он, пошто је пренет у далеки крај, још увек сачувани живи; и на њега примењују стихове Сибилине." Лактанције сматра да није исправно веровати у то.
Године 422, Августин из Хипона писао је о 2. Солуњанима 2:1–11, где је веровао да Павле спомиње долазак Антихриста. Иако одбацује теорију, Августин помиње да су многи хришћани веровали да је Нерон Антихрист или да ће се вратити као Антихрист. Написао је да је, „рекавши: ’Јер тајна безакоња већ дејствује,‘ алудирао на Нерона, чија су дела већ изгледала као дела Антихриста."
Неки савремени библичари као што су Делберт Хилерс (Универзитет Џон Хопкинс) са Америчких школа за оријентална истраживања и уредници Оксфордске студијске библије и ХарперКолинсове студијске Библије, тврде да је број 666 у Књизи Откривења шифра за Нерона, став који је такође подржан у римокатоличким библијским коментарима. Изјава се односи на Откривење 17:1-18, „најдужи одломак са објашњењем у Откривењу“, који предвиђа уништење Рима радом „осмог цара“ који је такође био један од „седам краљева“ најширих и моћно царство икада познато у људској историји: према овом предавању, Вавилон Велики се поистовећује са Римом који је пролио крв светаца и мученика (стих 6) и касније постао седиште Ватиканске државе, која је владала сви краљеви који постоје на Земљи.

## Породично стабло
|  |                               |  |  |  |  |  |  |  |  |  |  |  |  |  |  |  |
|  | 16. Луције Домиције Ахенобарб |  |  |  |  |  |  |  |  |  |  |  |  |  |  |  |
|  |                               |  |  |  |  |  |  |  |  |  |  |  |  |  |  |  |
|  |                               |  |  |  |  |  |  |  |  |  |  |  |  |  |  |  |
|  | 8. Гнеј Домиције Ахенобарб    |  |  |  |  |  |  |  |  |  |  |  |  |  |  |  |
|  |                               |  |  |  |  |  |  |  |  |  |  |  |  |  |  |  |
|  |                               |  |  |  |  |  |  |  |  |  |  |  |  |  |  |  |
|  | 17. Порција                   |  |  |  |  |  |  |  |  |  |  |  |  |  |  |  |
|  |                               |  |  |  |  |  |  |  |  |  |  |  |  |  |  |  |
|  |                               |  |  |  |  |  |  |  |  |  |  |  |  |  |  |  |
|  | 4. Луције Домиције Ахенобарб  |  |  |  |  |  |  |  |  |  |  |  |  |  |  |  |
|  |                               |  |  |  |  |  |  |  |  |  |  |  |  |  |  |  |
|  |                               |  |  |  |  |  |  |  |  |  |  |  |  |  |  |  |
|  | 9. Емилија Лепида             |  |  |  |  |  |  |  |  |  |  |  |  |  |  |  |
|  |                               |  |  |  |  |  |  |  |  |  |  |  |  |  |  |  |
|  |                               |  |  |  |  |  |  |  |  |  |  |  |  |  |  |  |
|  | 2. Гнеј Домиције Ахенобарб    |  |  |  |  |  |  |  |  |  |  |  |  |  |  |  |
|  |                               |  |  |  |  |  |  |  |  |  |  |  |  |  |  |  |
|  |                               |  |  |  |  |  |  |  |  |  |  |  |  |  |  |  |
|  | 20. Марко Антоније Кретик     |  |  |  |  |  |  |  |  |  |  |  |  |  |  |  |
|  |                               |  |  |  |  |  |  |  |  |  |  |  |  |  |  |  |
|  |                               |  |  |  |  |  |  |  |  |  |  |  |  |  |  |  |
|  | 10. Марко Антоније            |  |  |  |  |  |  |  |  |  |  |  |  |  |  |  |
|  |                               |  |  |  |  |  |  |  |  |  |  |  |  |  |  |  |
|  |                               |  |  |  |  |  |  |  |  |  |  |  |  |  |  |  |
|  | 21. Јулија Антонија           |  |  |  |  |  |  |  |  |  |  |  |  |  |  |  |
|  |                               |  |  |  |  |  |  |  |  |  |  |  |  |  |  |  |
|  |                               |  |  |  |  |  |  |  |  |  |  |  |  |  |  |  |
|  | 5. Антонија Старија           |  |  |  |  |  |  |  |  |  |  |  |  |  |  |  |
|  |                               |  |  |  |  |  |  |  |  |  |  |  |  |  |  |  |
|  |                               |  |  |  |  |  |  |  |  |  |  |  |  |  |  |  |
|  | 22. Гај Октавије              |  |  |  |  |  |  |  |  |  |  |  |  |  |  |  |
|  |                               |  |  |  |  |  |  |  |  |  |  |  |  |  |  |  |
|  |                               |  |  |  |  |  |  |  |  |  |  |  |  |  |  |  |
|  | 11. Октавија Млађа            |  |  |  |  |  |  |  |  |  |  |  |  |  |  |  |
|  |                               |  |  |  |  |  |  |  |  |  |  |  |  |  |  |  |
|  |                               |  |  |  |  |  |  |  |  |  |  |  |  |  |  |  |
|  | 23. Ација Балба Цезонија      |  |  |  |  |  |  |  |  |  |  |  |  |  |  |  |
|  |                               |  |  |  |  |  |  |  |  |  |  |  |  |  |  |  |
|  |                               |  |  |  |  |  |  |  |  |  |  |  |  |  |  |  |
|  | 1.Нерон                       |  |  |  |  |  |  |  |  |  |  |  |  |  |  |  |
|  |                               |  |  |  |  |  |  |  |  |  |  |  |  |  |  |  |
|  |                               |  |  |  |  |  |  |  |  |  |  |  |  |  |  |  |
|  | 24. Тиберије Клаудије Нерон   |  |  |  |  |  |  |  |  |  |  |  |  |  |  |  |
|  |                               |  |  |  |  |  |  |  |  |  |  |  |  |  |  |  |
|  |                               |  |  |  |  |  |  |  |  |  |  |  |  |  |  |  |
|  | 12. Друз Старији              |  |  |  |  |  |  |  |  |  |  |  |  |  |  |  |
|  |                               |  |  |  |  |  |  |  |  |  |  |  |  |  |  |  |
|  |                               |  |  |  |  |  |  |  |  |  |  |  |  |  |  |  |
|  | 25. Ливија Друзила            |  |  |  |  |  |  |  |  |  |  |  |  |  |  |  |
|  |                               |  |  |  |  |  |  |  |  |  |  |  |  |  |  |  |
|  |                               |  |  |  |  |  |  |  |  |  |  |  |  |  |  |  |
|  | 6. Германик                   |  |  |  |  |  |  |  |  |  |  |  |  |  |  |  |
|  |                               |  |  |  |  |  |  |  |  |  |  |  |  |  |  |  |
|  |                               |  |  |  |  |  |  |  |  |  |  |  |  |  |  |  |
|  | 26. = 10. Марко Антоније      |  |  |  |  |  |  |  |  |  |  |  |  |  |  |  |
|  |                               |  |  |  |  |  |  |  |  |  |  |  |  |  |  |  |
|  |                               |  |  |  |  |  |  |  |  |  |  |  |  |  |  |  |
|  | 13. Антонија Млађа            |  |  |  |  |  |  |  |  |  |  |  |  |  |  |  |
|  |                               |  |  |  |  |  |  |  |  |  |  |  |  |  |  |  |
|  |                               |  |  |  |  |  |  |  |  |  |  |  |  |  |  |  |
|  | 27. = 11. Октавија Млађа      |  |  |  |  |  |  |  |  |  |  |  |  |  |  |  |
|  |                               |  |  |  |  |  |  |  |  |  |  |  |  |  |  |  |
|  |                               |  |  |  |  |  |  |  |  |  |  |  |  |  |  |  |
|  | 3. Агрипина Млађа             |  |  |  |  |  |  |  |  |  |  |  |  |  |  |  |
|  |                               |  |  |  |  |  |  |  |  |  |  |  |  |  |  |  |
|  |                               |  |  |  |  |  |  |  |  |  |  |  |  |  |  |  |
|  | 28. Луције Випсаније Агрипа   |  |  |  |  |  |  |  |  |  |  |  |  |  |  |  |
|  |                               |  |  |  |  |  |  |  |  |  |  |  |  |  |  |  |
|  |                               |  |  |  |  |  |  |  |  |  |  |  |  |  |  |  |
|  | 14. Марко Випсаније Агрипа    |  |  |  |  |  |  |  |  |  |  |  |  |  |  |  |
|  |                               |  |  |  |  |  |  |  |  |  |  |  |  |  |  |  |
|  |                               |  |  |  |  |  |  |  |  |  |  |  |  |  |  |  |
|  | 7. Агрипина Старија           |  |  |  |  |  |  |  |  |  |  |  |  |  |  |  |
|  |                               |  |  |  |  |  |  |  |  |  |  |  |  |  |  |  |
|  |                               |  |  |  |  |  |  |  |  |  |  |  |  |  |  |  |
|  | 30. Октавијан Август          |  |  |  |  |  |  |  |  |  |  |  |  |  |  |  |
|  |                               |  |  |  |  |  |  |  |  |  |  |  |  |  |  |  |
|  |                               |  |  |  |  |  |  |  |  |  |  |  |  |  |  |  |
|  | 15. Јулија Старија            |  |  |  |  |  |  |  |  |  |  |  |  |  |  |  |
|  |                               |  |  |  |  |  |  |  |  |  |  |  |  |  |  |  |
|  |                               |  |  |  |  |  |  |  |  |  |  |  |  |  |  |  |
|  | 31. Скрибонија                |  |  |  |  |  |  |  |  |  |  |  |  |  |  |  |
|  |                               |  |  |  |  |  |  |  |  |  |  |  |  |  |  |  |
|  |                               |  |  |  |  |  |  |  |  |  |  |  |  |  |  |  |

### Антички извори
- Josephus (1737a) [75]. „Books II–VI”. The Jewish War. Превод: William Whiston.
- Josephus (1737b) [94]. „Chapters XIX–XX”. Antiquities of the Jews. Превод: William Whiston.
- Plutarch (1923) [100]. „Life of Galba”. Parallel Lives. Превод: Bernadotte Perrin.
- P. Cornelius Tacitus (1925) [105]. „Books 1–4”. Histories. Превод: Frederick W. Shipley. Loeb Classical Library.
- P. Cornelius Tacitus (1924) [116]. „Books 13–16”. Annals. Превод: Frederick W. Shipley. Loeb Classical Library.
- C. Suetonius Tranquillus (1914) [121]. „Life of Nero”. The Twelve Caesars. Превод: John Carew Rolfe. Loeb Classical Library.
- Philostratus (1912) [220]. „Books 4–5”. Life of Apollonius of Tyana. Превод: F. C. Conybeare. Loeb Classical Library.
- L. Cassius Dio (1927) [230]. „Books 61–63”. Roman History. Превод: Earnest Cary. Loeb Classical Library.

### Модерни извори
- Barrett, Anthony A. (2010), „Nero”,  Ур.: Gagarin, Michael, The Oxford Encyclopedia of Ancient Greece and Rome, ISBN 978-0-19-517072-6, doi:10.1093/acref/9780195170726.001.0001
- Champlin, Edward (2005). Nero. Harvard University Press. ISBN 978-0-674-01822-8.
- Malitz, Jürgen (2005). Nero. Malden, MA: Blackwell Pub. ISBN 978-1-4051-4475-9.
- Shotter, David (2016). Nero Caesar Augustus: Emperor of Rome. Routledge. ISBN 978-1-138-14015-8.
- Shotter, David (2012). Nero. Routledge. ISBN 978-1-134-36432-9.
- ¨Osgood, Josiah (2011). Claudius Caesar: Image and Power in the Early Roman Empire. Cambridge University Press. ISBN 978-0-521-88181-4.
- Barrett, Anthony A.; Fantham, Elaine; Yardley, John C. (2016). The Emperor Nero: A Guide to the Ancient Sources. Princeton University Press. ISBN 978-1-4008-8110-9.
- Drinkwater, John F. (2019). Nero. Emperor and Court. Cambridge: Cambridge University Press. ISBN 978-1-108-47264-7.
- Buckley, Emma; Dinter, Martin (2013). A Companion to the Neronian Age. John Wiley & Sons. ISBN 978-1118316535.
- Griffin, Miriam T. (2002). Nero: The End of a Dynasty. Routledge. ISBN 978-1-134-61044-0.
- Scullard, H.H. (2011). From the Gracchi to Nero: a history of Rome 133 B.C. to A.D. 68. London: Routledge. ISBN 978-0-415-58488-3.
- Rogers, Robert Samuel (1955). „Heirs and Rivals to Nero”. Transactions and Proceedings of the American Philological Association. 86: 190—212. ISSN 0065-9711. JSTOR 283618. doi:10.2307/283618.
- Pelham, Henry Francis (1911). „Nero”.  Ур.: Chisholm, Hugh.  (на језику: енглески). 19 (11 изд.). Cambridge University Press. стр. 390—393.